# Kumasa
Kumasa (en griego, Κουμασα) es un pueblo de Grecia ubicado en la isla de Creta, al sur de la llanura de Mesará. Pertenece a la unidad periférica de Heraclión, al municipio y la unidad municipal de Gortina y a la comunidad local de Vagioniá. En el año 2011 contaba con una población de 69 habitantes.

## Necrópolis minoica

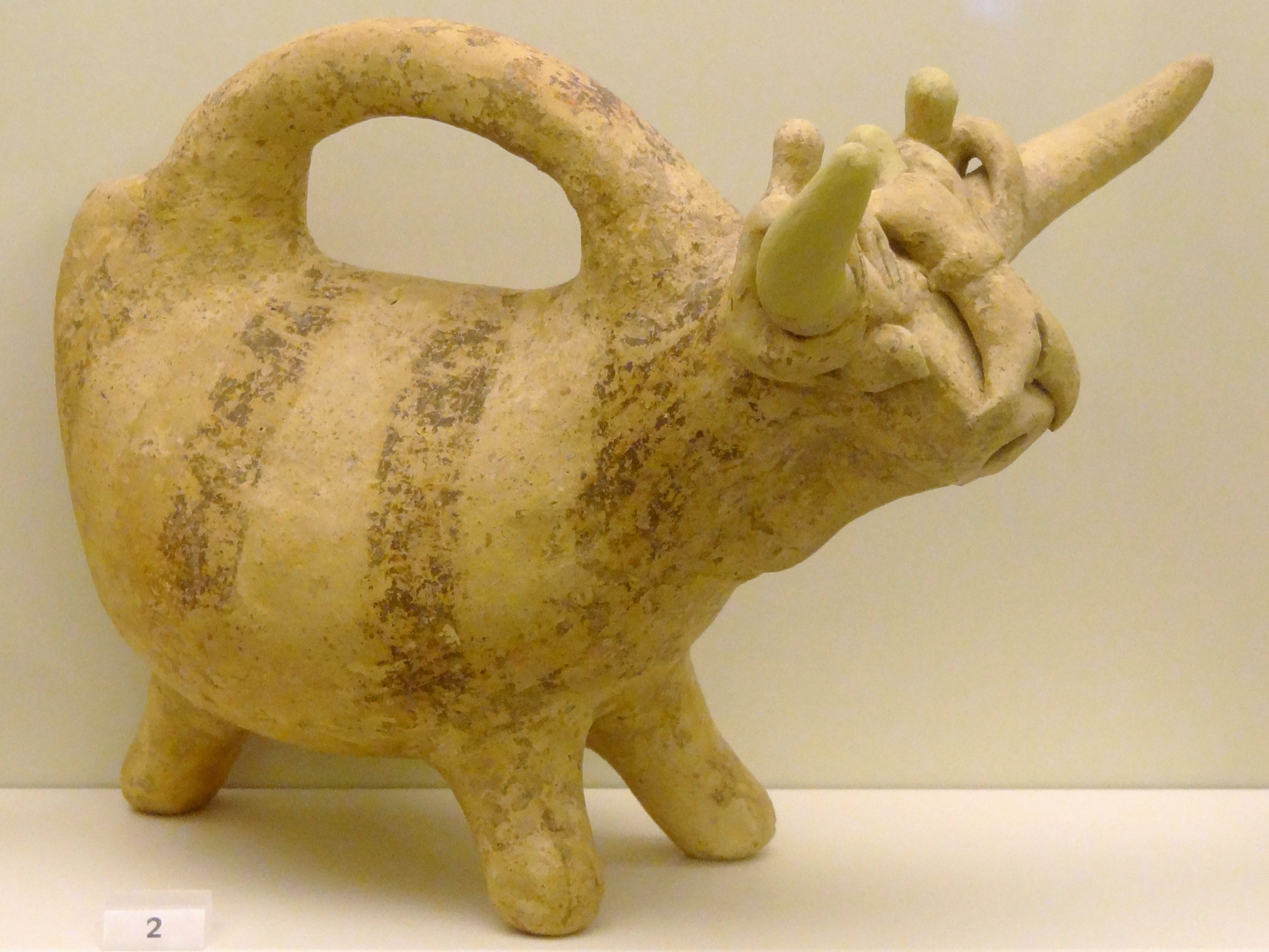
Uno de los ritones encontrados en la necrópolis de Kumasa.

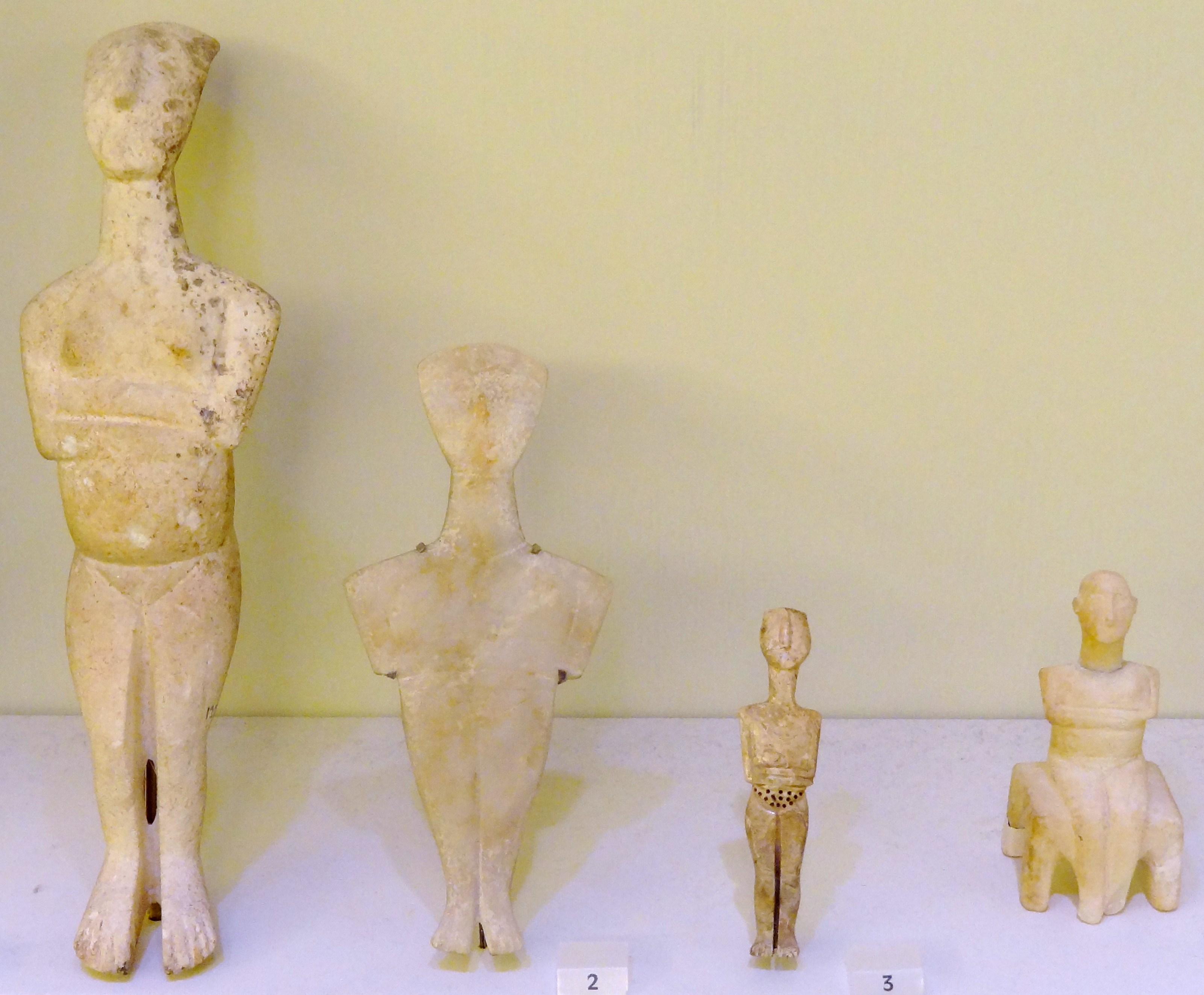
Figurillas de mármol halladas en Kumasa, quizá de procedencia cicládica.

En las proximidades de Kumasa, en la zona limítrofe entre los montes Asterusía y la llanura de Mesará, se ha excavado una necrópolis del periodo minoico. Las excavaciones fueron dirigidas por Stefanos Xanthoudidis en 1904 y 1906. Consta de tres tholos, denominados alfa, beta y épsilon, una tumba rectangular llamada gamma y un espacio pavimentado conocido como área zeta. El cementerio fue construido en el periodo minoico antiguo IIA y, aunque al final de este periodo parece que el tholos alfa y la tumba gamma fueron abandonados, continuó en uso hasta el minoico medio I. Entre los objetos hallados en las tumbas se encuentran algunos objetos de oro, cuentas, sellos de marfil y de piedra, vasijas de arcilla y de piedra, lámparas, hojas de obsidiana, dagas de cobre y de plata —estas últimas, particularmente inusuales ya que la plata era rara en la Creta de la Edad del Bronce—, figurillas —seis de ellas, que representan mujeres desnudas, similares a otras de la civilización cicládica—, jarrones antropomorfos y zoomorfos y otros objetos de metal como alfileres y punzones.